# Champions Trophy mannen 1998
De twintigste editie van de strijd om de Champions Trophy had plaats van zaterdag 31 oktober tot en met zondag 8 november 1998 in het National Hockey Stadium in Lahore. Deelnemende landen waren: Australië, titelverdediger Duitsland, Nederland, gastland Pakistan, Spanje en Zuid-Korea.

## Selecties

### Duitsland
1. Christopher Reitz (gk)
2. Christian Schulte (gk)
3. Philipp Crone
4. Max Klink
5. Sascha Reinelt
6. Christian Kurtz
7. Björn Emmerling
8. Christian Mayerhöfer

1. Frank Gemmrig
2. Ulrich Moissl
3. Christian Wein
4. Benjamin Köpp
5. Andreas Lante
6. Christian Achtmann
7. Thomas Draguhn
8. Dirk Brüse

- Bondscoach

Paul Lissek

### Nederland
- Guus Vogels (gk)
- Ronald Jansen (gk)
- Erik Jazet
- Bram Lomans
- Dirk Loots
- Sander van der Weide
- Peter Windt
- Jacques Brinkman

- Jeroen Delmee
- Danny Bree
- Sander van Heeswijk
- Teun de Nooijer
- Piet-Hein Geeris
- Jaap-Derk Buma
- Marten Eikelboom
- Remco van Wijk

- Bondscoach

Roelant Oltmans
- Assistent

Maurits Hendriks
- Manager

Roberto Tolentino

### Pakistan
1. Ahmed Alam (gk)
2. Saleem Aamir
3. Ali Raza
4. Muhammad Usman
5. Imran Yousaf
6. Waseem Ahmad
7. Haider Hussain
8. Muhammad Sarwar

1. Kamran Ashraf
2. Naveed Iqbal
3. Muhammad Anis
4. Muhammad Qasim
5. Sohail Abbas
6. Asad Ali Qureshi
7. Atif Bashir
8. Abdullah Babar

- Bondscoach

Jahangir Ahmed Butt

### Spanje
1. Ramon Jufresa (gk)
2. Xavier Ribas
3. Fransisco Fabregas
4. Juan Escarré
5. Victor Pujol
6. Pol Amat
7. Jordi Casas
8. Xavi Arnau

1. Ramon Sala
2. Josep Sanchez
3. Pablo Usoz
4. Bernardino Herrera (gk)
5. Miquel Herreros
6. Rodrigo Garza
7. Santiago Ferran
8. Eduardo Aguilar

- Bondscoach

Toni Forrellat

### Zuid-Korea
1. Koo Jin-Soo
2. Kim Yong-Bae
3. Han Beung-Kook
4. Kim Young-Kyu
5. Cho Myung-Jun
6. Jin Dong-Jin
7. Hong Kyung-Seob
8. Park Shin-Heum

1. Song Seong-Tae
2. Kang Keon-Wook
3. Jeong Yong-Kyun
4. Hwang Jong-Hyun
5. Kim Jung-Chul
6. Yoo Moon-Ki
7. Yeo Woon-Kon
8. Ko Dong-Shik

- Bondscoach

Kim Sang-ryul

## Scheidsrechters
- Xavier Adell
- Pedro Teixeira da Silva
- Henrik Ehlers
- Singh Amarjit
- Alan Waterman

- Faiz Muhammad Faizi
- Edmundo Saladino
- Murray Grime
- Jos Gorissen
- Mahmood Butt Raashed

## Voorronde
| 31 oktober                                                |       |                                   |                                                          |
| Nederland                                                 | 3 – 2 | Spanje                            | Scheidsrechters: Henrik Ehlers (DEN) Singh Amarjit (MAS) |
| Bram Lomans 20' Jacques Brinkman 28' Marten Eikelboom 43' |       | 65' Juan Escarré 69' Victor Pujol | Scheidsrechters: Henrik Ehlers (DEN) Singh Amarjit (MAS) |

| 31 oktober |       |           |                                                                |
| Australië  | 2 – 0 | Duitsland | Scheidsrechters: Mahmood Butt Raashed (PAK) Jos Gorissen (NED) |
| ?? ??      |       |           | Scheidsrechters: Mahmood Butt Raashed (PAK) Jos Gorissen (NED) |

| 31 oktober                                                              |       |                                                          |                                                          |
| Zuid-Korea                                                              | 4 – 3 | Pakistan                                                 | Scheidsrechters: Pedro Teixeira (POR) Xavier Adell (ESP) |
| Kim Yong-Bae 15' Kim Yong-Bae 16' Kang Keon-Wook 45' Kang Keon-Wook 52' |       | 4' Muhammad Sarwar 35' Muhammad Sarwar 63' Kamran Ashraf | Scheidsrechters: Pedro Teixeira (POR) Xavier Adell (ESP) |

- Nederland-Duitsland 4-2
- Spanje-Pakistan 2-2
- Zuid-Korea-Australië 1-1
- Nederland-Zuid-Korea 5-0
- Duitsland-Spanje 1-5
- Pakistan-Australië 4-4
- Pakistan-Nederland 5-3
- Spanje-Australië 1-3
- Duitsland-Zuid-Korea 3-3

| 6 november                                                              |       |                  |                                                         |
| Nederland                                                               | 4 – 1 | Australië        | Scheidsrechters: Henrik Ehlers (DEN) Xavier Adell (ESP) |
| Remco van Wijk 27' Bram Lomans 32' Bram Lomans 39' Marten Eikelboom 51' |       | 61' Adam Commens | Scheidsrechters: Henrik Ehlers (DEN) Xavier Adell (ESP) |

| 6 november                                        |       | |                                                              |
| Spanje                                            | 3 – 6 | Zuid-Korea                                                                                                 | Scheidsrechters: Pedro Teixeira (POR) Edmundo Saladino (ARG) |
| Jordi Casas 49' Juan Escarré 53' Juan Escarré 56' |       | 35' Kang Keon-Wook 45' Yoo Moon-Ki 47' Yeo Woon-Kon 51' Song Seong-Tae 65' Kim Young-Kyu 70' Kim Young-Kyu | Scheidsrechters: Pedro Teixeira (POR) Edmundo Saladino (ARG) |

| 6 november                                          |       |                     |                                                        |
| Pakistan                                            | 3 – 1 | Duitsland           | Scheidsrechters: Jos Gorissen (NED) Murray Grime (AUS) |
| Haider Hussain 12' Sohail Abbas 55' Atif Bashir 68' |       | 32' Christian Kurtz | Scheidsrechters: Jos Gorissen (NED) Murray Grime (AUS) |

## Eindstand voorronde
| № | Land       | WG | W | G | V | DV | DT | +/– | Punten |
| - | ---------- | -- | - | - | - | -- | -- | --- | ------ |
| 1 | Nederland  | 5  | 4 | 0 | 1 | 19 | 10 | +9  | 12     |
| 2 | Pakistan   | 5  | 2 | 2 | 1 | 17 | 14 | +3  | 8      |
| 3 | Australië  | 5  | 2 | 2 | 1 | 11 | 10 | +1  | 8      |
| 4 | Zuid-Korea | 5  | 2 | 2 | 1 | 14 | 15 | –1  | 8      |
| 5 | Spanje     | 5  | 1 | 1 | 3 | 13 | 15 | –2  | 4      |
| 6 | Duitsland  | 5  | 0 | 1 | 4 | 7  | 17 | –10 | 1      |

## Play-offs
Om vijfde plaats
| 8 november |       |           |  |
| Spanje     | 3 – 2 | Duitsland |  |
|            |       |           |  |

Troostfinale
| 8 november |                           |            |  |
| Australië  | 1 – 1 8 – 7 (strafballen) | Zuid-Korea |  |
|            |                           |            |  |

Finale
| 8 november |       |          |  |
| Nederland  | 3 – 1 | Pakistan |  |
|            |       |          |  |

## Eindstand
1. Nederland
2. Pakistan
3. Australië
4. Zuid-Korea
5. Spanje
6. Duitsland

## Topscorers
| 1. | Bram Lomans  | Nederland | 7 |
|    | Juan Escarré | Spanje    | 7 |

Mannen:
Lahore 1978 ·
Karachi 1980 ·
Karachi 1981 ·
Amstelveen 1982 ·
Karachi 1983 ·
Karachi 1984 ·
Perth 1985 ·
Karachi 1986 ·
Amstelveen 1987 ·
Lahore 1988 ·
Berlijn 1989 ·
Melbourne 1990 ·
Berlijn 1991 ·
Karachi 1992 ·
Kuala Lumpur 1993 ·
Lahore 1994 ·
Berlijn 1995 ·
Chennai 1996 ·
Adelaide 1997 ·
Lahore 1998 ·
Brisbane 1999 ·
Amstelveen 2000 ·
Rotterdam 2001 ·
Keulen 2002 ·
Amstelveen 2003 ·
Lahore 2004 ·
Chennai 2005 ·
Barcelona 2006 ·
Kuala Lumpur 2007 ·
Rotterdam 2008 ·
Melbourne 2009 ·
Mönchengladbach 2010 ·
Auckland 2011 ·
Melbourne 2012 ·
Bhubaneswar 2014 ·
Londen 2016 ·
Breda 2018
Vrouwen:
Amstelveen 1987 ·
Frankfurt 1989 ·
Berlijn 1991 ·
Amstelveen 1993 ·
Mar del Plata 1995 ·
Berlijn 1997 ·
Brisbane 1999 ·
Amstelveen 2000 ·
Amstelveen 2001 ·
Macau 2002 ·
Sydney 2003 ·
Rosario 2004 ·
Canberra 2005 ·
Amstelveen 2006 ·
Quilmes 2007 ·
Mönchengladbach 2008 ·
Melbourne 2009 ·
Nottingham 2010 ·
Amstelveen 2011 ·
Rosario 2012 ·
Mendoza 2014 ·
Londen 2016 ·
Changzhou 2018